# Dolna Banyica
Dolna Banyica (macedónul: Долна Бањица, törökül Aşağı Banisa, albánul Banjica e Poshtme) település Észak-Macedóniában, a Pologi körzet Gosztivari járásában.

## Népesség
| Lakosok száma | 1168 | 1445 | 1498 | 2484 | 4387 | 2698 | 5408 | 4356 | 3138 |
|               | 1948 | 1953 | 1961 | 1971 | 1981 | 1991 | 1994 | 2002 | 2021 |

2002-ben 4 356 lakosa volt, akik közül 2 444 török, 1 524 albán, 355 macedón, 9 cigány, 1 szerb és 23 egyéb.